# Московский 1-й кадетский корпус

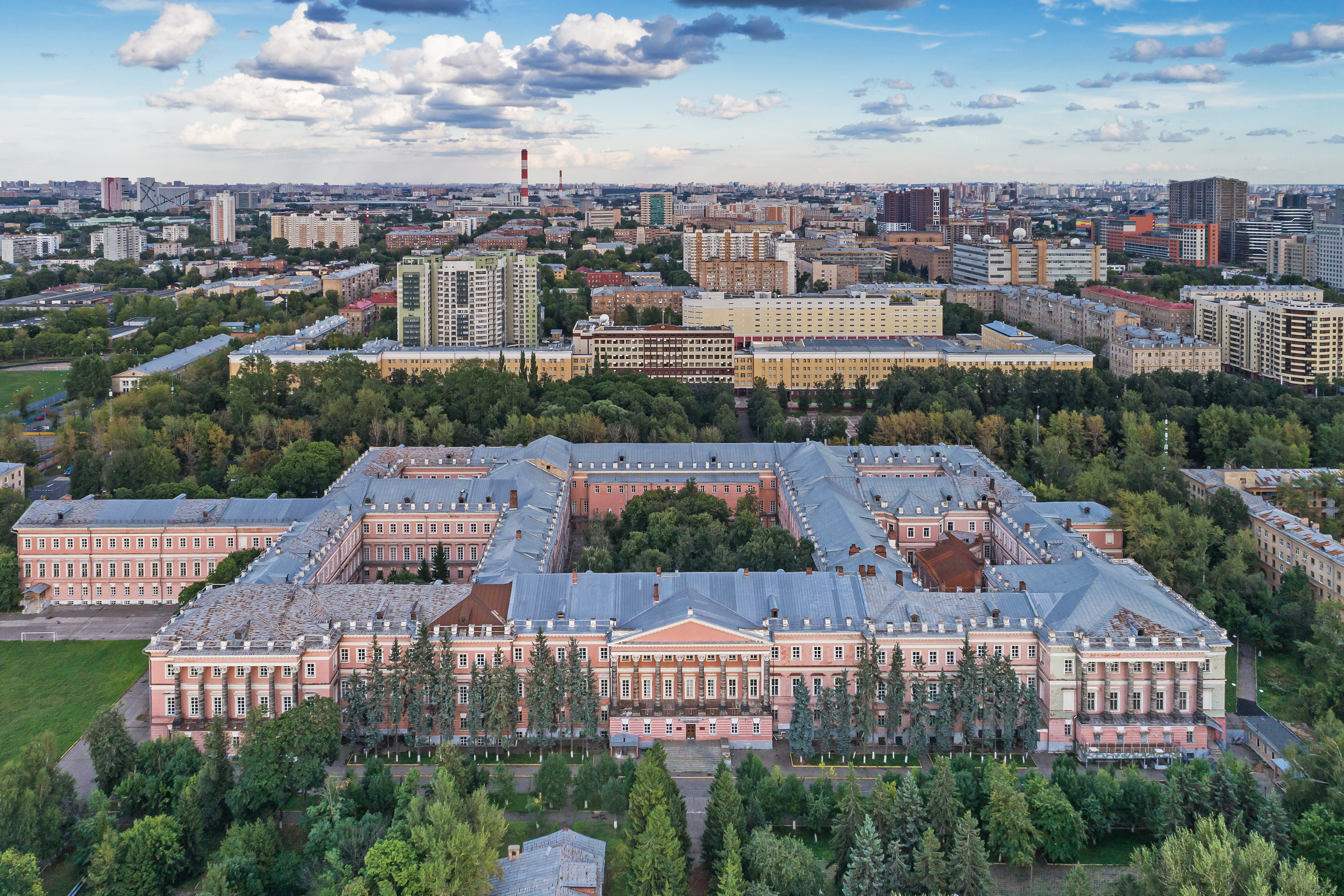
Екатеринский (Головинский) дворец, где был расквартирован Первый Московский корпус в 1824—1918 гг.

1-й Московский Императрицы Екатерины II кадетский корпус — военно-учебное заведение Российской Империи, подготавливавшее юношей к экзамену на офицерский чин (до реформы 1863 года) и к поступлению в военные и юнкерские училища (с 1863 года).
Не следует путать 1-й Московский кадетский корпус с Первым кадетским корпусом, аналогичным военно-учебным заведением, основанным в 1732 г. генерал-фельдмаршалом Минихом в Санкт-Петербурге.

## История
1-й Московский кадетский корпус вёл старшинство от Шкловского благородного училища, основанного С. Г. Зоричем, фаворитом Екатерины II. Ставшее кадетским корпусом, училище в начале XIX века было переведено в Гродно, затем в Смоленск, Кострому (1812 г.) и, наконец, в Москву в Лефортово (1824 г.).
В начале 1860-х, в ходе реформ Д. А. Милютина, был реорганизован в военную гимназию, а через 20 лет — снова в кадетский корпус. С 1903 года приказом императора Николая II стал называться 1-м Московским Императрицы Екатерины II кадетским корпусом. Корпусу было пожаловано знамя (21 июля 1827 г.), скоба на знамя (25 июня 1838 г.) и новое знамя (2 апреля 1844 г.). Имел нагрудный знак (28 ноября 1909 г.) и жетон (10 октября 1892 г.).
В октябре 1917 года кадетский корпус в Лефортово под управлением полковника В. Ф. Рара участвовал в обороне Москвы, несколько дней оказывая сопротивление большевикам. 

Под командой полковника Papa ... совместно с юнкерами Александровского военного училища и строевыми ротами 2–го и 3–го Московского кадетского корпуса, наша рота в течение недели оказывала упорное сопротивление восставшим и понесла большие потери. Во время обороны корпуса было убито девять кадет. Их изуродованные тела были большевиками отвезены в морг на Скобелевской площади и там брошены. На деньги, данные генералом Римским-Корсаковым кадету Райкину (личные деньги директора), они были выкуплены и с честью похоронены. Сам генерал, рискуя своей жизнью, вместе с Райкиным шел за гробами девяти своих питомцев.
— Ник. Веденяпин «Московский Императрицы Екатерины 1 Кадетский Корпус. 1778-1978», "Кадетская перекличка" № 22 1979 г.
Расформирован в 1918 году.

В 1917 году перевернулась страница истории, рухнули государственные устои Императорской России, пришла новая власть, а наш Головинский Дворец продолжает верно служить России, вмещая теперь Академию Ген. Штаба Бронетанковых войск. Окруженный, выросшими рядом с ним, высокими зданиями, он потерял часть своего былого величья, а внутри его исчезли портреты царей и цариц, статуи основателей, золотые вензеля и двуглавые орлы. Все посерело, все огрубело, так же как и сама теперешняя эпоха. Мы, старые кадеты, покидая этот мир, оставляем теперешним суворовцам и будущему историку-романисту правдивое описание того что было, что мы видели, что сами пережили.— Ник. Веденяпин «Московский Императрицы Екатерины 1 Кадетский Корпус. 1778-1978», "Кадетская перекличка" № 22 1979 г.
Распоряжением Президента РФ от 9 апреля 1997 года №118-рп в Москве была основана Кадетская школа-интернат № 1, известная также под названием «Первый Московский кадетский корпус».

## Директора корпуса
- 1787—1799 генерал-лейтенант Зорич, Семён Гаврилович
- 1799—1812 полковник Кетлер, Вильгельм Карлович
- 1812—1820 полковник Готовцев, Александр Кондратьевич
- 1820—1831 генерал-майор Ушаков, Петр Сергеевич
- 1831—1832 генерал-майор Годеин, Павел Петрович
- 1832—1834 генерал-майор Ренненкампф, Карл Павлович
- 1834—1837 генерал-майор Статковский, Александр Осипович
- 1837—1843 генерал-майор Анненков, Николай Петрович
- 1843—1844 генерал-майор Давыдов, Лев Васильевич
- 1844—1849 генерал-майор фон Брадке, Михаил Фёдорович
- 1849—1851 генерал-майор Грессер, Петр Александрович
- 1851—1854 генерал-майор Желтухин, Владимир Петрович
- 1854—1863 генерал-майор Лермонтов, Всеволод Николаевич
- 1863—1872 генерал-майор Ждан-Пушкин, Иван Викентьевич
- 1872—1883 генерал-майор Попелло-Давыдов, Михаил Яковлевич
- 1883—1892 генерал-майор Хамин, Александр Николаевич
- 1892—1904 генерал-лейтенант Завадский, Александр Игнатьевич
- 1904—1918 генерал-лейтенант Римский-Корсаков, Владимир Валерианович

## Расположение
Располагался в московском районе Лефортово, в Екатерининском дворце (в другой половине того же дворца с 1849 г. был дислоцирован Второй Московский кадетский корпус). Впоследствии в его стенах расположилась Военная академия бронетанковых войск, ставшая в 1998 г. частью Общевойсковой академии Вооружённых Сил Российской Федерации.

## Известные выпускники
См. Выпускники Первого Московского кадетского корпуса